# Guy Konkèt
Guy Konkèt, né le 11 avril 1946 à Pointe-à-Pitre et mort le 23 mai 2012 à Baie-Mahault, est un percussionniste français, originaire de la Guadeloupe. Il est surtout connu comme joueur de tambour, et pour sa mise en valeur du gwoka guadeloupéen.

## Biographie
Guy Konkèt, aussi connu sous le nom de Guy Conquête ou Conquet, est le fils de Athénaise Bach dit Man Soso, elle-même grande figure du gwoka. Il apprend le gwoka auprès de François Moléon dit Carnot, Robert Loyson ou Marcel Lollia dit Vélo.
Il s'installe en métropole au début des années 1970, et donne son premier concert à Paris salle Wagram en 1975,. Il combine dans sa musique le style caribéen traditionnel du gwoka et le jazz, écrit les titres Baimbridge chaud, Natali'O et La Gwadloup malad. En 1994, il travaille comme musicien et compositeur sur des enregistrements avec la formation Soukoué Ko Ou (Pierre-Edouard Décimus Présente Messaj). En 2005, il présente l'album Patrimwan. En 2008, il enregistre Abyss avec le saxophoniste Jacques Schwarz-Bart. En 2009, il se produit avec son groupe au club de jazz parisien New Morning. 
Peu avant sa mort après une longue maladie en mai 2012, il présente l'album Ka Effervescent.

## Postérité

### Hommages
- Un hommage lui est rendu en septembre 2013 au théâtre Claude Lévi-Strauss, du musée du Quai Branly[9].
- Une place Guy-Konkèt lui rend hommage à Baie-Mahault[9]
- Un documentaire d'Olivier Ladal et Cyril Bordy, « Guy Konket “La résonance d'un Maître-Ka” » (2011), évoque sa carrière musicale[10].

### Musique
En 2019, Admiral T reprend Baimbridge Cho dans l'album Mozaïka.

### Filmographie
- Naissance d'un tambour de Patrick  Deval, Canal+, 1996, 26 minutes [Naissance d'un tambour réalisé par Patrick Deval (film-documentaire) présentation en ligne] : sujet : Guy Konket
- [vidéo] Olivier Ladal et Cyril Bordy, « Guy Konket “La résonance d'un Maître-Ka” », sur baiemahault.fr, 2011 (consulté le 27 décembre 2020).